# Église de Saint-Suliac
L'église Saint-Suliac est une église du XIIIe siècle située à Saint-Suliac, en France.

## Localisation
L'église est située sur la commune de Saint-Suliac, dans le département d'Ille-et-Vilaine.

## Historique
L'église de Saint-Suliac est construite au XIIIe siècle, avec sa nef aux fines colonnes et garnie de bas-côtés, son transept au bras nord surmonté d'un clocher massif et avec un porche orné. Des modifications ont été apportées à l'extérieur au XVe siècle. Les voûtes ont été refaites au XVIIe siècle et au début du XXe siècle.
Le monument et son cimetière ont fait l'objet de plusieurs mesures de classement au titre des monuments historiques. Ainsi, clocher et porche furent-ils classés par arrêté du 2 mars 1912, suivi par le cimetière le 11 juillet 1942. Ces mesures de protection furent annulées pour voir l'inscription de l'intégralité de l'église le 28 septembre 2000 avant qu'un dernier arrêté du 8 mars 2001 classe église, cimetière et portails d'accès.

## Description

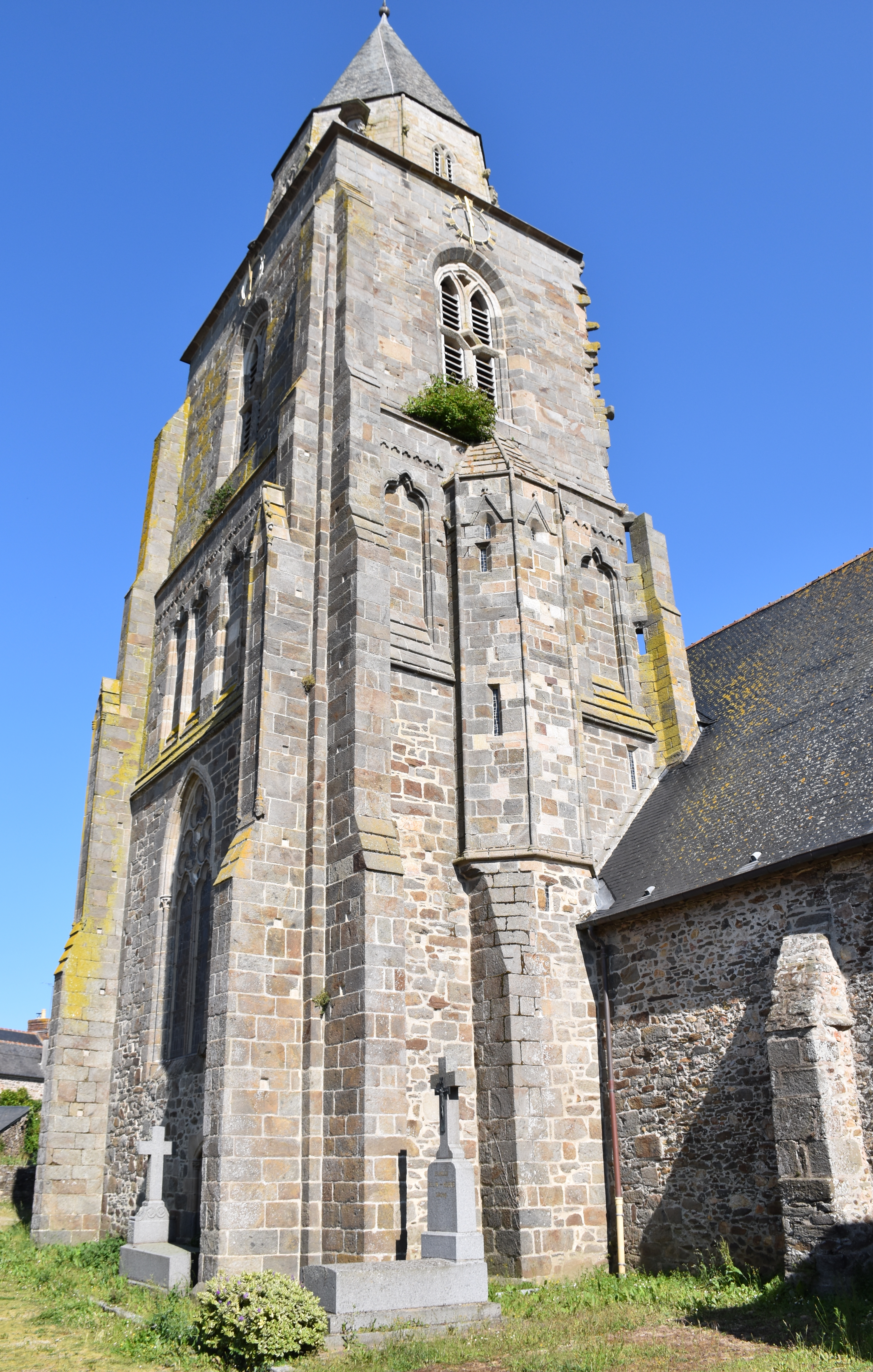
Le clocher-tour du XIIIe classé M.H.
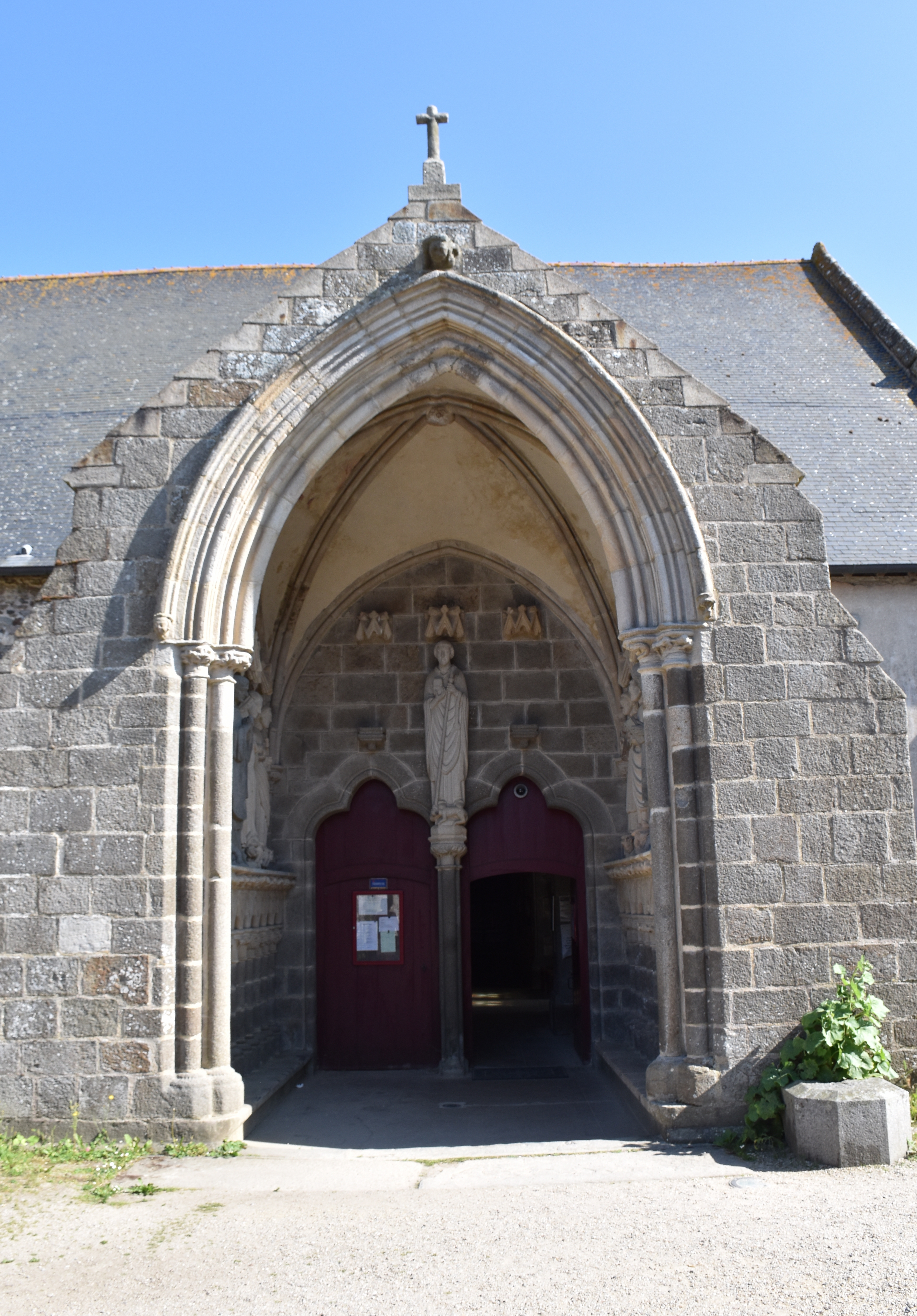
Vue du portail.
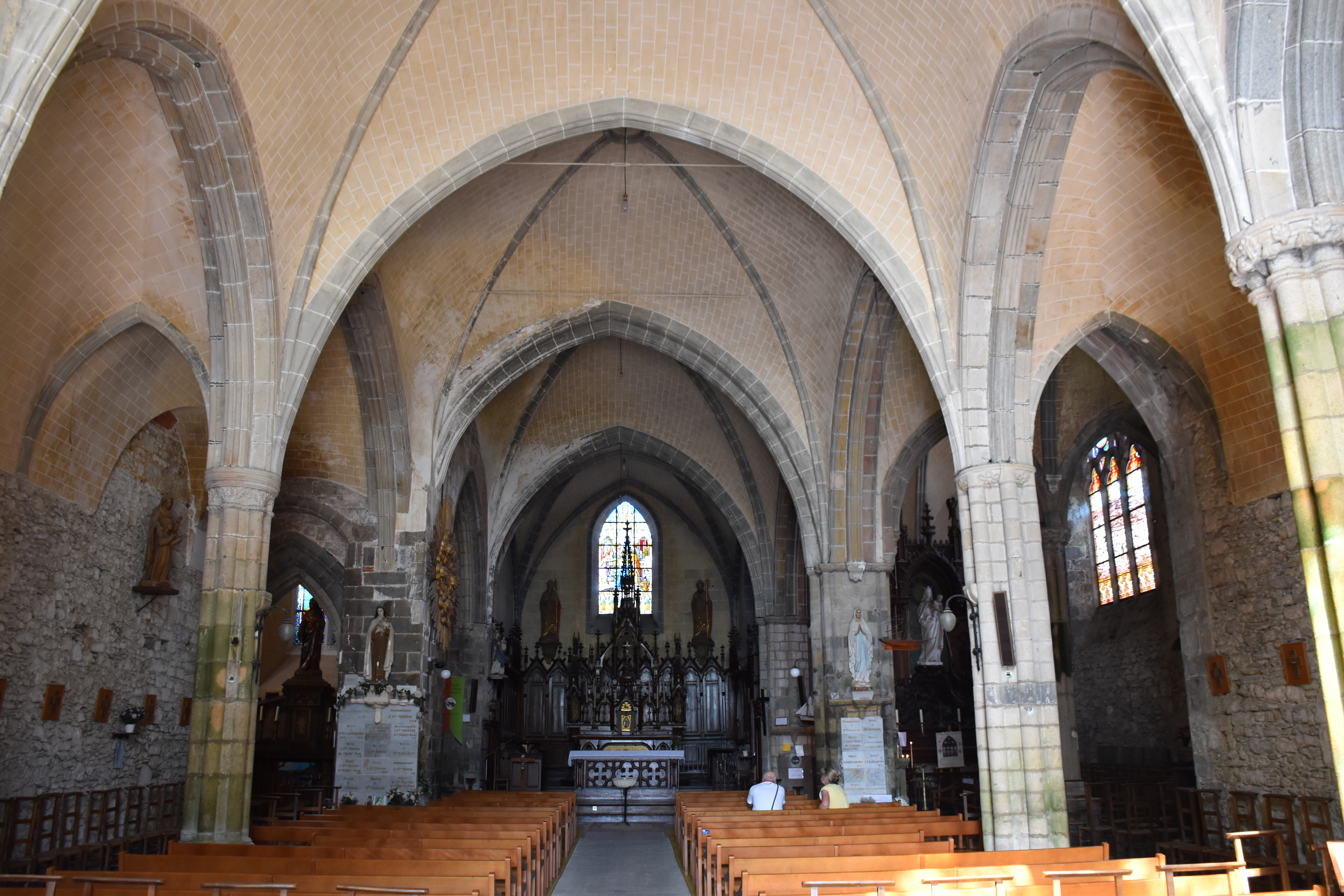
La nef.
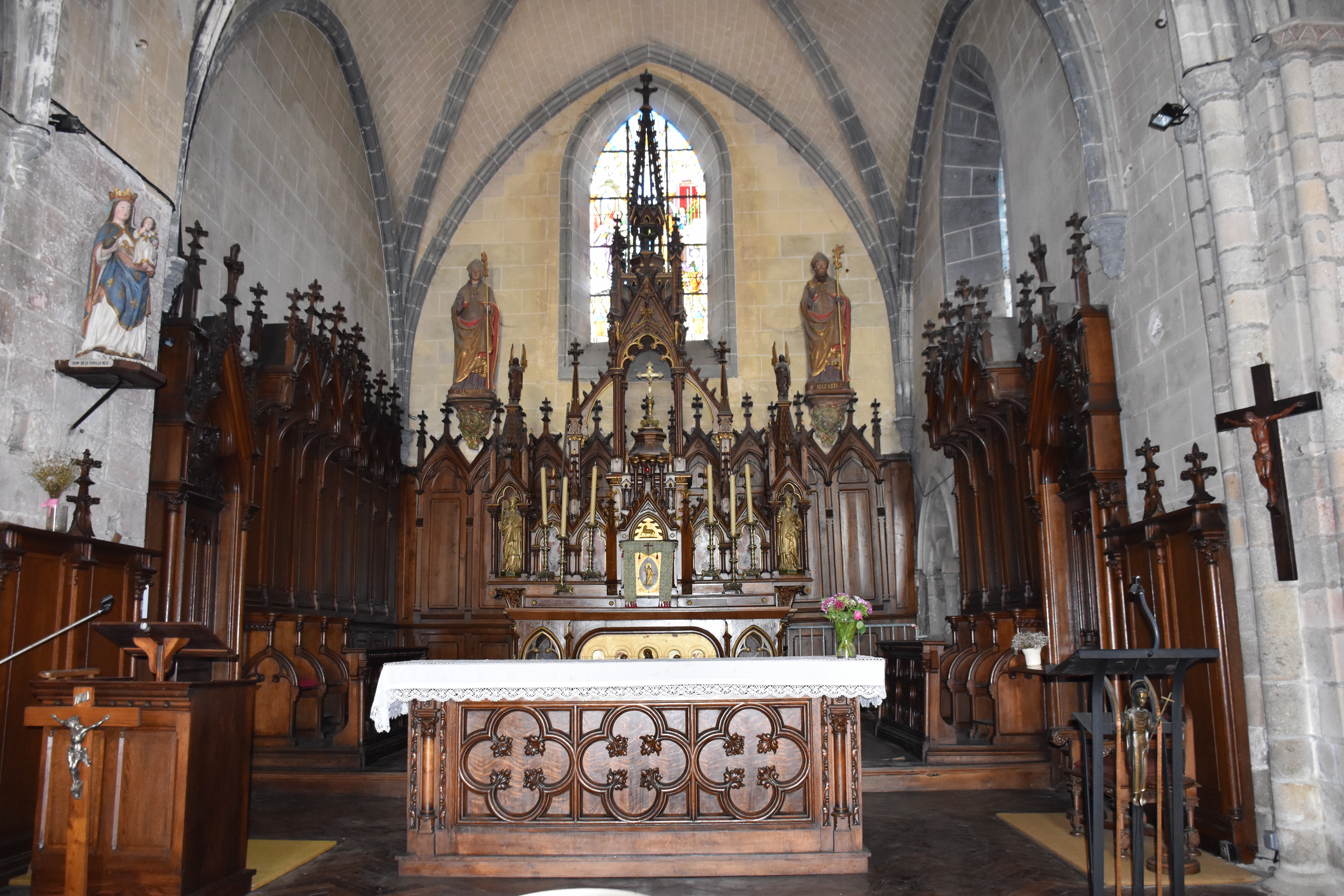
Le chœur.
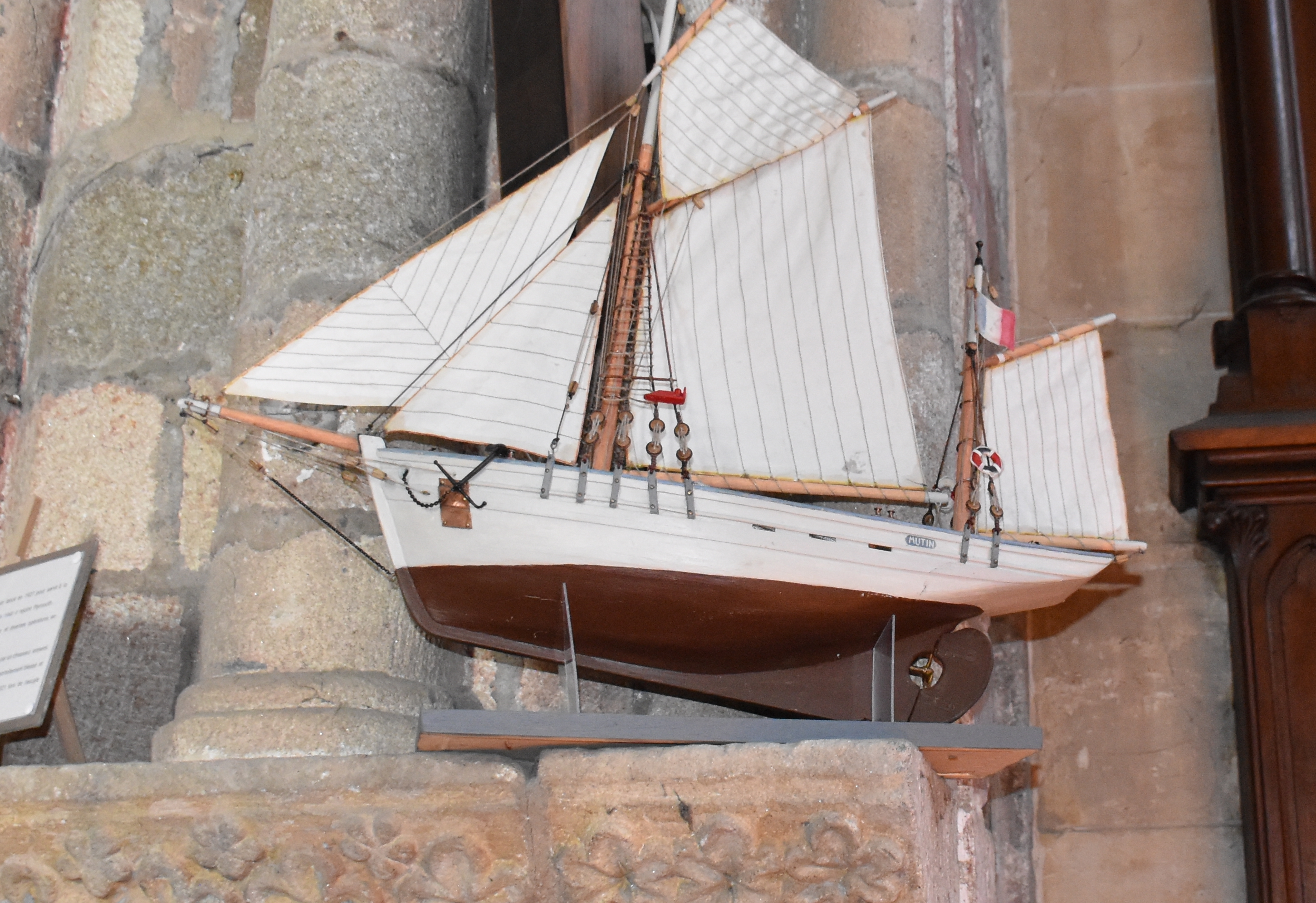
Ex-voto.
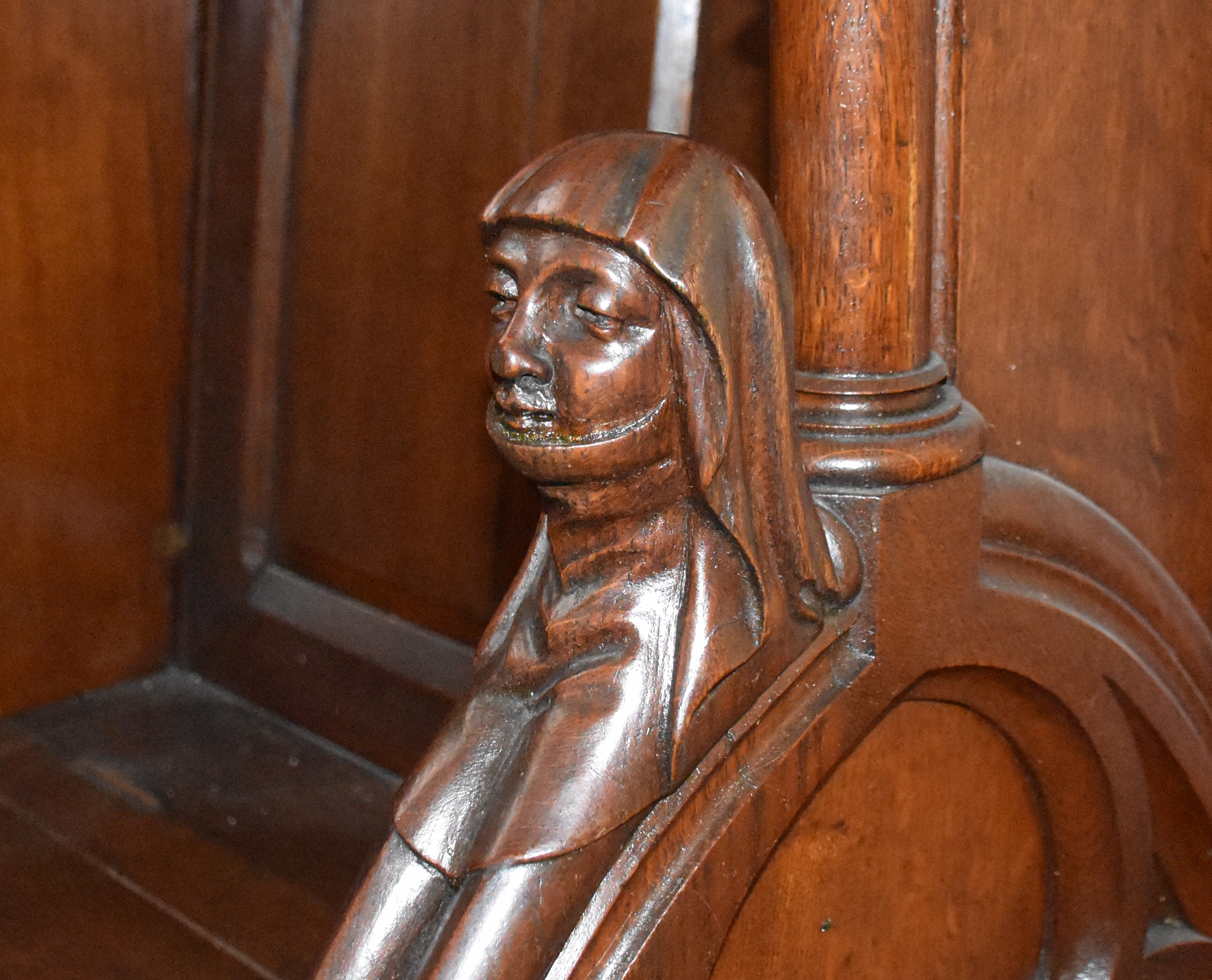
Une des sculptures ornant les stalles.

Sur le côté de la nef, la chapelle de la Vierge possède un vitrail exceptionnel : le pèlerinage des Terre-Neuvas. Un panneau en explique l'histoire et l'intérêt qui tient aux visages de pêcheurs identifiés. Derrière l'autel de cette chapelle, sous la statue de la Vierge, un panneau de bois sculpté datant de 1905 met en scène de façon saisissante un naufrage. Tandis que le vent gonfle la voile, que les vagues secouent le bateau, qu'un marin s'accroche au mât, un autre, bras tendus et mains jointes repliées, implore le Ciel. L'enfant Jésus paraît lui tendre une perche : symbole d'espoir dans le succès de sa prière ? À l'extrême gauche est figuré l'oratoire de Grainfollet.